# Calystegia amurensis
Calystegia amurensis är en vindeväxtart som beskrevs av N.S. Probatova. Calystegia amurensis ingår i släktet snårvindor, och familjen vindeväxter. Inga underarter finns listade i Catalogue of Life.